# Offretit
Offretit ist ein eher selten vorkommendes Mineral aus der Mineralklasse der „Silikate und Germanate“. Es kristallisiert im hexagonalen Kristallsystem mit der chemischen Zusammensetzung KCaMg[Al5Si13O36]·15H2O und ist damit chemisch gesehen ein wasserhaltiges Kalium-Calcium-Magnesium-Alumosilikat. Strukturell gehört Offretit zur Familie der Zeolithe innerhalb der Abteilung der Gerüstsilikate.
Offretit entwickelt nur kleine hexagonale, prismatische und gelegentlich längsgestreifte Kristalle bis etwa drei Millimeter Länge mit glasähnlichem Glanz auf den Oberflächen. Meist sind diese zu radialstrahligen bis kugeligen Mineral-Aggregaten verbunden. In reiner Form ist Offretit farblos und durchsichtig. Durch vielfache Lichtbrechung aufgrund von Gitterbaufehlern oder polykristalliner Ausbildung kann er aber auch weiß erscheinen, wobei die Transparenz entsprechend abnimmt. Seine Mohshärte von 4 entspricht der des Referenzminerals Fluorit, er lässt sich also wie dieser leicht mit einem Taschenmesser ritzen.

## Etymologie und Geschichte
Erstmals entdeckt wurde Offretit am Mont Semiol nahe Châtelneuf im französischen Département Loire und beschrieben 1890 durch Ferdinand Gonnard (1833–1923), der das Mineral nach dem französischen Mineralogen Albert Jules Joseph Offret (1857–1933) benannte.

## Klassifikation
In der veralteten 8. Auflage der Mineralsystematik nach Strunz gehörte der Offretit zur Mineralklasse der „Silikate“ und dort zur Abteilung „Gerüstsilikate (Tektosilikate)“, wo er gemeinsam mit Chabasit, Erionit, Gmelinit und Lévyn in der „Chabasit-Gruppe“ mit der Systemnummer VIII/F.14 steht.
In der zuletzt 2018 überarbeiteten Lapis-Systematik nach Stefan Weiß, die formal auf der alten Systematik von Karl Hugo Strunz in der 8. Auflage basiert, erhielt das Mineral die System- und Mineralnummer VIII/J.26-070. Dies entspricht der Klasse der „Silikate“ und dort der Abteilung „Gerüstsilikate“, wo Offretit zusammen mit Bellbergit, Chabasit-Ca, Chabasit-K, Chabasit-Mg, Chabasit-Na, Chabasit-Sr, Erionit-Ca, Erionit-K, Erionit-Na, Gmelinit-Ca, Gmelinit-K, Gmelinit-Na, Lévyn-Ca, Lévyn-Na, Mazzit-Mg, Mazzit-Na, Perlialit, Tschernichit und Willhendersonit eine unbenannte Gruppe mit der Systemnummer VIII/J.26 bildet.
Die von der International Mineralogical Association (IMA) zuletzt 2009 aktualisierte 9. Auflage der Strunz’schen Mineralsystematik ordnet den Offretit in die Klasse der „Silikate und Germanate“ und dort in die Abteilung „Gerüstsilikate (Tektosilikate) mit zeolithischem H2O; Familie der Zeolithe“ ein. Hier ist das Mineral in der Unterabteilung „Ketten von Fünfer-Ringen“ zu finden, wo es zusammen mit Wenkit die „Offretitgruppe“ mit der Systemnummer 9.GD.25 bildet.
In der vorwiegend im englischen Sprachraum gebräuchlichen Systematik der Minerale nach Dana hat Offretit die System- und Mineralnummer 77.01.02.04. Das entspricht der Klasse der „Silikate“ und dort der Abteilung „Gerüstsilikate: Zeolith-Gruppe“. Hier findet er sich innerhalb der Unterabteilung „Echte Zeolithe“ in der Gruppe „Chabasit und verwandte Arten“, in der auch Chabasit-Ca, Chabasit-Na, Chabasit-K, Chabasit-Sr, Herschelit, Willhendersonit, Erionit-Na, Erionit-K, Erionit-Ca, Gmelinit-Na, Gmelinit-Ca, Gmelinit-K, Faujasit-Na, Faujasit-Ca, Faujasit-Mg, Lévyn-Ca, Lévyn-Na und Tschörtnerit eingeordnet sind.

## Bildung und Fundorte

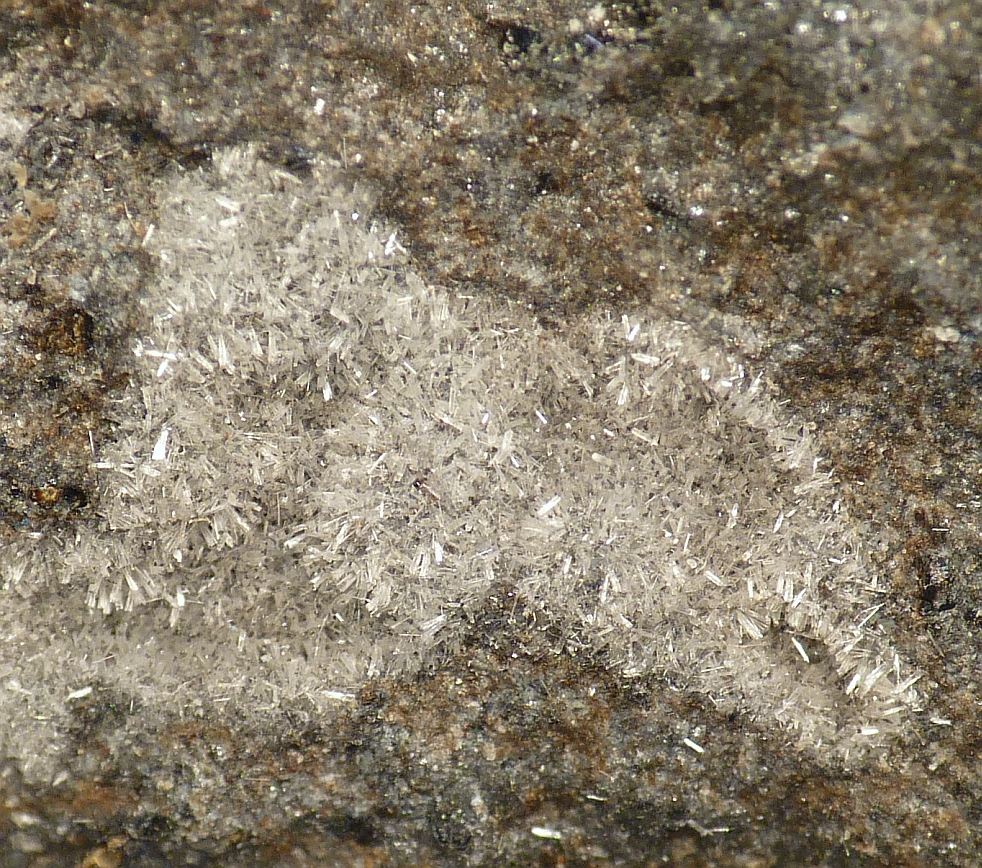
Vollständig mit nadeligen Offretitkristallen ausgekleideter, ehemaliger Hohlraum in Basalt aus den Basaltwerken bei Herbstein, Hessen (Sichtfeld 1 cm)

Offretit bildet sich bei der Verwitterung von kalihaltigen Basalten und findet sich dort meist in Form von Hohlraumfüllungen (Drusen). Des Weiteren kann er zusammen mit Chabasit durch Einwirkung von Wässern terrestrischer Salzseen auf vulkanische Tuffe entstehen.
Als eher seltene Mineralbildung kann Offretit an verschiedenen Fundorten zum Teil zwar reichlich vorhanden sein, insgesamt ist er aber wenig verbreitet. Als bekannt gelten bisher (Stand 2014) rund 130 Fundorte. Neben seiner Typlokalität Mont Semiol bei Châtelneuf trat das Mineral in Frankreich noch bei Laveissière, Le Collet-de-Dèze und Le Volamont im Département Haute-Loire (Auvergne); bei Deglazines und Le Bousquet d'Orlaguet im Département Aveyron (Midi-Pyrénées) sowie bei Borée und Saint-Jean-le-Centenier im Département Ardèche (Rhône-Alpes) zutage.
In Deutschland fand man Offretit unter anderem am Steinbruch Höwenegg bei Immendingen sowie am Eichert und in dem Limberger Steinbrüchen nahe Sasbach in Baden-Württemberg; an einigen Orten im Fichtelgebirge (Großer Teichelberg, Lerchenbühl), am Zeilberg bei Maroldsweisach, in den Basaltwerken bei Wiesau und in einem Basaltsteinbruch am Kuschberg in Bayern; an mehreren Stellen in der Umgebung des Vogelsbergs (Gedern, Herbstein, Hungen) in Hessen; im Steinbruch Bramburg bei Adelebsen in Niedersachsen sowie in der Klebsandgrube Galgenkopf bei Weitefeld, am Ettringer Bellerberg bei Ettringen, bei Arensberg im Landkreis Vulkaneifel, in der Tongrube Stemmer bei Boden (Westerwald), am Bittersberg bei Maxsain und am Ölberg bei Hundsangen in Rheinland-Pfalz.
Der bisher einzige bekannte Fundort in Österreich ist ein Basaltsteinbruch Klöch bei Klöch in der Steiermark.
Weiter Fundorte liegen unter anderem in Argentinien, Australien, Costa Rica, Finnland, Italien, Kanada, im Kerguelen-Archipel (französisches Süd- und Antarktisterritorium), Neuseeland, Polen, Spanien, Schottland im Vereinigten Königreich, Tschechien, der Ukraine, Ungarn und in verschiedenen Bundesstaaten der USA.

## Kristallstruktur
Offretit kristallisiert hexagonal in der Raumgruppe P6m2 (Raumgruppen-Nr. 187) mit den Gitterparametern a = 13,29 Å und c = 7,58 Å sowie einer Formeleinheit pro Elementarzelle.